# Kill Your Boyfriend!?
Kill Your Boyfriend!? är det svenska punkbandet Candysucks debut-EP, utgiven på Birdnest Records 1 februari 1995.

## Låtlista
1. "Kill Your Boyfriend" – 2:22
2. "Molotov Cocktail Party" – 3:00
3. "Turn Me On" – 2:12
4. "My Mistake" – 3:47
5. "No" – 2:54

## Medverkande
- Marit Bergman – omslag, sång, gitarr
- Anna-Lena Carlsson – trummor
- Björn Engelmann – mastering
- Robert Gille – artwork
- Per Granberg – omslag
- Kerstin Olby – fotografi
- Pelle Saether – producent, mixning, inspelning
- Maria Sahlin – bas
- Nathalie Stern – sång
- Nettis Wisén – gitarr

### Fotnoter
1. ↑  ”Kill Your Boyfriend!?”. Svensk Mediedatabas. http://smdb.kb.se/catalog/search?q=candysuck+typ%3Afonogram&sort=OLDEST. Läst 14 september 2012.
2. ↑  ”Kill Your Boyfriend”. Itunes.com. https://itunes.apple.com/se/album/kill-your-boyfriend-ep/id784266194. Läst 14 september 2012.